# نهائي بطولة أمم إفريقيا للمحليين 2014
نهائي بطولة أمم أفريقيا للمحليين 2014 هي المباراة النهائية من بطولة أمم أفريقيا للمحليين 2014، التي حدَّدت الفائز بالنسخة الثالثة من بطولة أمم أفريقيا للمحليين.
فاز باللقب المنتخب الليبي، بعد تغلبه في المباراة النهائية على المنتخب الغاني بضربات الترجيح.

## ما قبل المباراة

### ملعب المباراة
«ملعب كيب تاون» هو من الملاعب التي تشارك في استضافة مباريات بطولة كأس العالم لكرة القدم 2010 بجنوب أفريقيا.
أنشأ في عام 2007، بدلاً للملعب القديم والمسمى بـ ملعب جرين بوينت (النقطة الخضراء)، وهي منطقة تقع شمال غرب المركز الاقتصادي في مدينة كيب تاون تبلغ سعته حوالي 69,070 متفرج.
بدأ العمل في إنشاءه في مارس 2007، وأصبح جاهزاً بعد 33 شهراً وافتتح للجماهير في 14 ديسمبر 2009 وتم تجربته في لقاء بالدوري الممتاز لكرة القدم بجنوب أفريقيا بين فريقي آياكس كيب تاون وسانتوس.

### حكم المباراة
«محمد بنوزة» من مواليد 26 سبتمبر 1972 بوهران، حكم كرة قدم جزائري دولي منذ عام 2001.
و قد حكم في كأس الأمم الأفريقية لكرة القدم 2008 - كأس الأمم الأفريقية لكرة القدم 2010.

## المباراة

### تفاصيل
| ليبيا | 0 – 0 (ب.و.إ.) | غانا |
| ----- | -------------- | ---- |
|       | تقرير          |      |